# Сенат Колумбии
Сенат Колумбии (исп. Senado de la República de Colombia) — Верхняя палата Конгресса Колумбии. Состоит из 108 сенаторов.

## Выборы в Сенат
Конституция Колумбии гласит, что 100 сенаторов выбираются по единому избирательному округу, ещё 5 закреплены специальным соглашением за партией «Коммуны» (бывшая РВСК (FARC) ещё два — для представителей коренных народов Колумбии и одно — для кандидата, набравшего второе место по количеству голосов на президентских выборах.
Право голоса имеют граждане Колумбии, в том числе и проживающие за границей. Для участия в выборах в Сенат партии и движения составляют электоральные списки: число кандидатов не должно превышать число мест в Сенате. Минимальный порог для прохождения — 3% голосов (до 2009 года он составлял 2%). Партии могут представлять как открытый список (где места кандидатов могут меняться), так и закрытый список (порядок кандидатов строго закреплён). Те, кто голосуют за партию с закрытым списком, голосуют и за весь список сенаторов; голосующие за партию с открытым списком могут выбрать конкретных кандидатов. Для оставшихся двух мест используется система электоральной квоты (общее число голосов делится на число мест).